# 長崎県道113号長与大橋町線
長崎県道113号長与大橋町線（ながさきけんどう113ごう ながよおおはしまちせん）は、長崎県西彼杵郡長与町から長崎市に至る一般県道である。

## 概要
西彼杵郡長与町吉無田郷から長崎市大橋町に至る。途中に長崎県立大学シーボルト校や川平有料道路女の都ランプ、長崎県血液センターなどがある。以前は長崎市昭和4丁目（国道34号長崎バイパス西浦上トンネル口交差点）までだったが、長崎自動車道 長崎多良見IC - 長崎IC間とながさき出島道路の開通とともに市道だった昭和4丁目 - 大橋町間が格上げされ本道に組み込まれ、路線名が「長与昭和町線」（ながよしょうわまちせん）から現在の路線名に変更された。
昭和町交差点から終点までは長崎大学の裏門や純心中学校・純心女子高等学校の正門の前を通るため、文教通りという愛称がつけられている。

### 路線データ
- 起点：長崎県西彼杵郡長与町吉無田郷（吉無田交差点、長崎県道33号長崎多良見線交点）
- 終点：長崎県長崎市大橋町（岩屋橋交差点、国道206号交点）
- 総延長：5.2 km

## 路線状況

### 通称
- 文教通り（長崎市昭和1丁目・昭和町交差点 - 長崎市大橋町・岩屋橋交差点（終点））

### 道路施設

#### 橋梁
- 西浦上橋（長崎市）

#### トンネル
- 西浦上トンネル：延長138 m、1988年（昭和63年）竣工、長崎市

## 地理

### 通過する自治体
- 西彼杵郡長与町
- 長崎市

### 交差する道路
| 交差する道路                                           | 都道府県名 | 都道府県名 | 交差する場所 | 交差する場所        |
| ------------------------------------------------------ | ---------- | ---------- | ------------ | ------------------- |
| 長崎県道33号長崎多良見線 長崎県道45号東長崎長与線 重複 | 西彼杵郡   | 長与町     | 吉無田郷     | 吉無田交差点 / 起点 |
| 川平有料道路                                           | 西彼杵郡   | 長与町     | 高田郷       | 11-4 女の都ランプ   |
| E96 長崎バイパス                                       | 長崎市     | 長崎市     | 西山町       | 11-3 川平IC         |
| E96 長崎バイパス                                       | 長崎市     | 長崎市     | 昭和4丁目    | 昭和町IC            |
| 長崎県道235号昭和馬町線                                | 長崎市     | 長崎市     | 文教町       | 文教町交差点        |
| 国道206号                                              | 長崎市     | 長崎市     | 大橋町       | 岩屋橋交差点 / 終点 |

### 交差する鉄道
- 長崎本線

### 沿線
- 長崎県立大学シーボルト校
- 長崎市立長崎商業高等学校
- 長崎県交通局 長与営業所
- 長崎県赤十字血液センター
- 長崎大学文教キャンパス
- 純心中学校・純心女子高等学校